# Michael Pröbstl

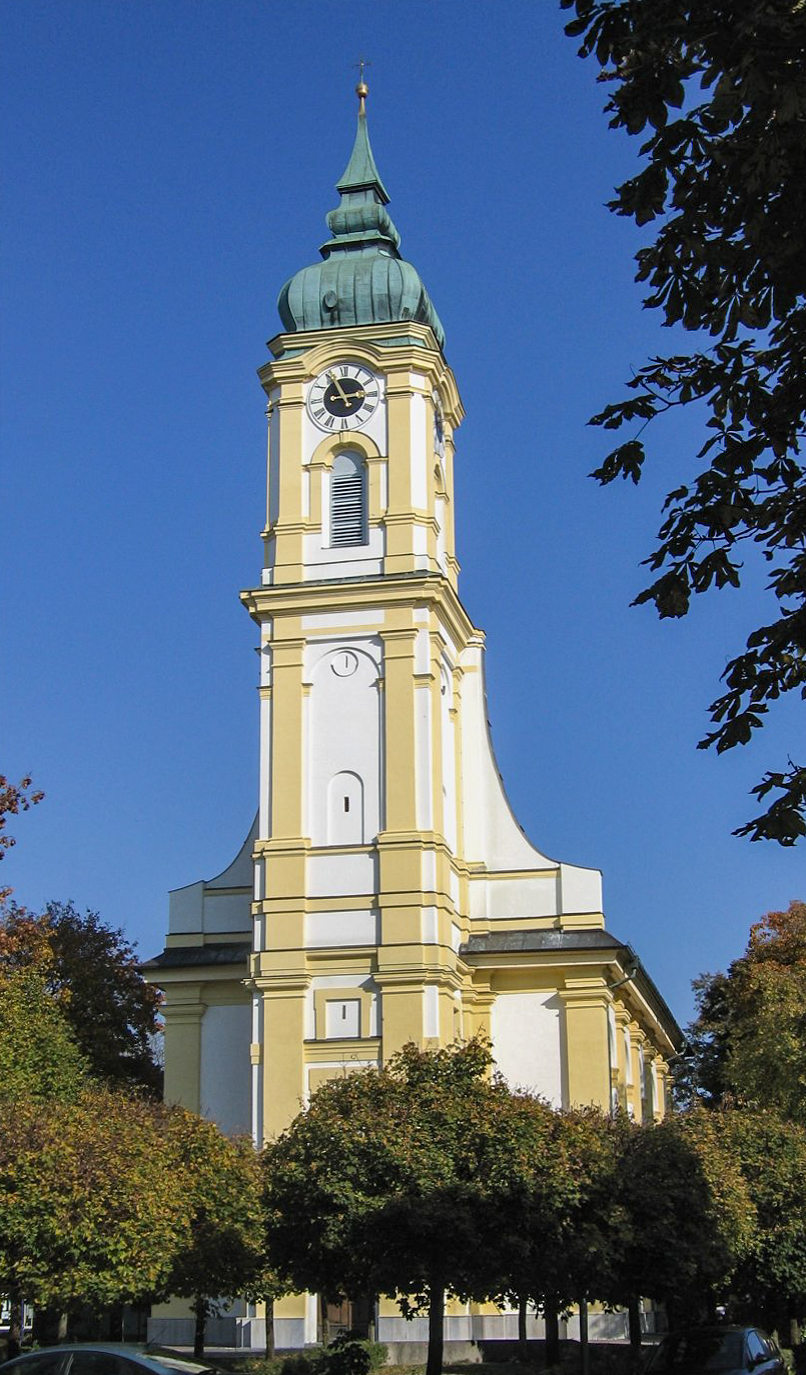
St. Michael in Perlach

Michael Pröbstl (* 1678 in Greiling; † 1743 in München) war ein Baumeister in München. 

## Leben
Michael Pröbstl war Sohn des Bauers und Mesners Georg Pröbstl und seiner Frau Maria, geborene Zwerger. 1712 zog er nach München und arbeitete als Parlier bei Wolfgang Zwerger, in dessen bürgerliche Meisterstelle er im selben Jahr als sein Schwiegersohn einheiratete.

## Bauwerke
- St. Michael in Perlach 1728–30, mit Johann Mayr
- St. Georg in Unterbiberg bei München, 1734 fertiggestellt
- St. Peter und Paul in Berglern 1734/35
- St. Peter und Paul in Riedenzhofen (Röhrmoos), 1735 mit Gregor Glonner
- Katholische Pfarrkirche St. Johann Baptist in Taufkirchen, 1737/38 grundlegende Umgestaltung von Langhaus und Chor
- Entwurf zur Marterkapelle in Kleinhelfendorf, 1740 bis 1752